# Weckolsheim
Weckolsheim là một xã trong tỉnh Haut-Rhin, vùng Grand Est ở đông bắc Pháp. Xã này có diện tích 6,93kilômét vuông, dân số năm 1999 là 575 người. Khu vực này có độ cao 197 mét trên mực nước biển.